# Artemisia herba-alba
Artemisia herba-alba ist eine Pflanzenart aus der Gattung Artemisia in der Familie der Korbblütler (Asteraceae).

## Merkmale
Artemisia herba-alba ist ein Strauch, der Wuchshöhen von 30 bis 60 Zentimeter erreicht. Die Blätter sind 2 bis 5 Millimeter lang, meist ein-, selten zweifach fiederschnittig, silberig-flaumig und aromatisch. Meist sind sie an den blühenden Stängeln in achselständigen Büscheln angeordnet. Abgesehen von den untersten sitzen alle Blätter. Die Köpfchen sind klein und zwei- bis fünfblütig. Alle Blüten sind zwittrig. Der Fruchtboden ist kahl.
Die Blütezeit reicht von Juli bis September.
Die Chromosomenzahl ist 2n = 18 oder 36.

## Vorkommen
Artemisia herba-alba kommt im südlichen Mittelmeerraum in Marokko, Spanien und Frankreich vor., außerdem in der Türkei, in Syrien, im Libanon, in Israel und in Saudi-Arabien. Die Art wächst in verlichteten Kiefernwäldern.

## Taxonomie
Artemisia herba-alba Asso hat die Synonyme Artemisia aragonensis Lam. nom. illeg., Seriphidium herba-alba (Asso) Soják, Artemisia valentina Lam.

## Belege
1. 1 2 3 4  Ralf Jahn, Peter Schönfelder: Exkursionsflora für Kreta. Mit Beiträgen von Alfred Mayer und Martin Scheuerer. Eugen Ulmer, Stuttgart (Hohenheim) 1995, ISBN 3-8001-3478-0, S. 317.
2. ↑  Artemisia herba-alba bei Tropicos.org. In: IPCN Chromosome Reports. Missouri Botanical Garden, St. Louis
3. 1 2  Werner Greuter (2006+): Compositae (pro parte majore). – In: W. Greuter & E. von Raab-Straube (ed.): Compositae. Euro+Med Plantbase - the information resource for Euro-Mediterranean plant diversity. 
Datenblatt Artemisia herba-alba In: Euro+Med Plantbase - the information resource for Euro-Mediterranean plant diversity.
4. ↑   Artemisia im Germplasm Resources Information Network (GRIN), USDA, ARS, National Genetic Resources Program. National Germplasm Resources Laboratory, Beltsville, Maryland. Abgerufen am 13. Januar 2019.